# Урнек (Кировская область)
Урнек — деревня в Малмыжском районе Кировской области. Входит в состав Савальского сельского поселения. 

## География
Находится в правобережной части района на расстоянии примерно 8 километров по прямой на северо-запад от районного центра города Малмыж.

## История
Известна с 1926 года, когда в ней было учтено 15 дворов и 79 жителей (татар 76). В 1950 году 34 двора и 147 жителей. В 1989 году учтено 119 жителей.

## Население
Постоянное население  составляло 103 человека (татары 100%) в 2002 году, 71 в 2010.